# Керстинг, Георг Фридрих
Георг Фридрих Керстинг (нем. Georg Friedrich Kersting; 22 октября 1785, Гюстров — 1 июля 1847, Майсен) — живописец немецкого бидермайера: мастер бытового жанра, пейзажа и портрета в интерьере, акварелист.

## Биография
Керстинг родился в семье многодетного мастера-стекольщика в квартале ремесленников городка Гюстров, Мекленбург-Передняя Померания в небольшом фахверковом доме на Хольштрассе. Учился в Гюстровской церковной школе. Отец, вероятно, дал сыну первые уроки живописи. Благодаря поддержке богатых родственников Георг Фридрих смог пройти трёхлетний курс с 1804 или 1805 года в знаменитой Датской королевской академии искусств в Копенгагене, где его учителями были Николай Абильгор и Кристиан Август Лоренцен, но они мало повлияли на его творчество. С другой стороны, его впечатлила манера письма Йенса Юля. Затем Керстинг отправился в Дрезден, чтобы поступить в местную Академию изобразительных искусств.
В Дрездене Керстинг присоединился к кружку «дрезденских романтиков», в который входили, среди прочих, Герхард фон Кюгельген, Теодор Кёрнер, художница Луиза Зейдлер и Каспар Давид Фридрих. В 1809 году он ненадолго остановился в Ростоке, где написал два вида этого города. В 1810 году Керстинг вернулся в Дрезден, откуда вместе со своим другом Каспаром Давидом Фридрихом отправился в поход в горы Крконоше. С 1811 года Георг Фридрих Керстинг преподавал рисование детям издателя и книготорговца Карла Фридриха Эрнста Фроммана, которого он изобразил много лет спустя.
Своих первых успехов он добился «портретами в интерьерах» — картинами, изображающими интерьеры мастерских его друзей-художников (жанр, популярный в германо-австрийском искусстве периода бидермайера), в частности изображением своего друга Фридриха в мастерской (картина, которую он показал на академической выставке в 1811 году).
В 1813 году по предложению Гёте веймарский двор приобрёл картину Керстинга «Человек у секретаря» и первый вариант «Вышивальщицы». На последней, одной из самых известных картин Керстинга, изображена Луиза Зейдлер, сидящая у окна и занимающаяся рукоделием. Луиза Зейдлер рассказала Гёте о Керстинге и его тяжёлом материальном положении, поэтому Гёте также организовал лотерею в пользу Керстинга. Вырученные средства позволили приобрести ещё одну картину: «Элегантный читатель». Она досталась отцу Луизы Зейдлер, который позже продал картину герцогской коллекции.
В 1812 году после поражения Наполеона в России и продолжения войны в Европе прусский король Фридрих Вильгельм III дал свое согласие на образование корпуса добровольцев (Freikorps). Керстинг присоединился к Корпусу Лютцова, художники Каспар Давид Фридрих и Фердинанд Хартманн предоставили ему необходимые средства. Керстинг принимал участие в сражениях против наполеоновских войск, отличился храбростью в битве при Гёрде и получил за свои усилия Железный крест, что можно увидеть на автопортрете того времени. После окончания освободительной войны Керстинг вернулся в Дрезден и написал картины в память о погибших товарищах. На известной картине «На заставе» (Auf Vorposten) изображены Генрих Хартманн (лежащий, слева), Теодор Кёрнер (сидящий, в центре) и Фридрих Фризен (стоящий, справа) в роли «охотников Лютцова» в типичном немецком дубовом лесу. Все трое пали в 1813—1814 годах.
Однако Керстинг испытывал денежные затруднения в Дрездене, сильно пострадавшем от войны. Поэтому с 1816 по 1818 год он работал учителем рисования у детей княгини Анны Софьи Сапеги в Варшаве. За это время был создан второй вариант «Вышивальщицы».
23 июня 1818 года Керстинг был назначен главным художником Королевской саксонской фарфоровой мануфактуры в Майсене, где оставался активным до конца своей жизни. В то время мануфактура находилась в глубоком кризисе, как в техническом, так и в художественном отношениях. Керстинг должен был повысить квалификацию художников живописного цеха. Эти трудности были преодолены в 1830-х годах и майсенский фарфор вновь обрёл высокую репутацию, отчасти трудами Керстинга.
Благодаря своему назначению Керстинг впервые стал обеспеченным, что позволило ему создать семью. В 1818 году Керстинг женился на Агнессе Сергель, дочери дрезденского придворного почтмейстера, которая родила ему сыновей Эрнста, Рихарда и Германа и дочь Анхен. Герман Карл Керстинг (1825—1850), рано умерший, стал живописцем исторического жанра и пейзажистом. Сохранились две небольшие картины, изображающие его и его брата Рихарда, которые он написал в 1843 году, когда Рихард уехал в Ригу на работу в качестве химика.
В 1822 году Георг Фридрих Керстинг написал картину «Аполлон с часами» на масонскую тему. В 1809 году, когда ему было всего 24 года, его приняли в масонскую ложу «Феб Аполлон» (Phoebus Apoll) в Гюстрове в качестве «ученика». Тем временем его повысили до «мастера», и он воспользовался возможностью, чтобы отблагодарить за оказанное ему доверие картиной, отражающей особую символику ложи.
В этот период Керстинг написал несколько «интерьерных картин» (Innenraumbilder), таких как «Молодая женщина, вышивающая при свете лампы» (1825), «Перед зеркалом» (1827) и третья версия «Вышивальщицы» (1827). Поздние произведения относятся к живописи исторического жанра (например «Фауст в своём кабинете» (1829), на создание которой, возможно, его вдохновил сын Герман Карл Керстинг), а также включают цветочные натюрморты. Он неоднократно изображал своих детей и своё окружение, например бытовую сцену в Альбрехтсбурге, где в то время располагалась фарфоровая мануфактура.
Для типично бидермайеровских картин Керстинга характерна игра со светом, который либо проникает через окно («Вышивальщица у окна»), либо исходит от лампы («Девушка, вышивающая при свете лампы», «Элегантная читательница»). Светотеневая разработка живописных интерьеров Керстингом сходна со «светоносными» интерьерами Яна Вермеера Делфтского.

## Галерея

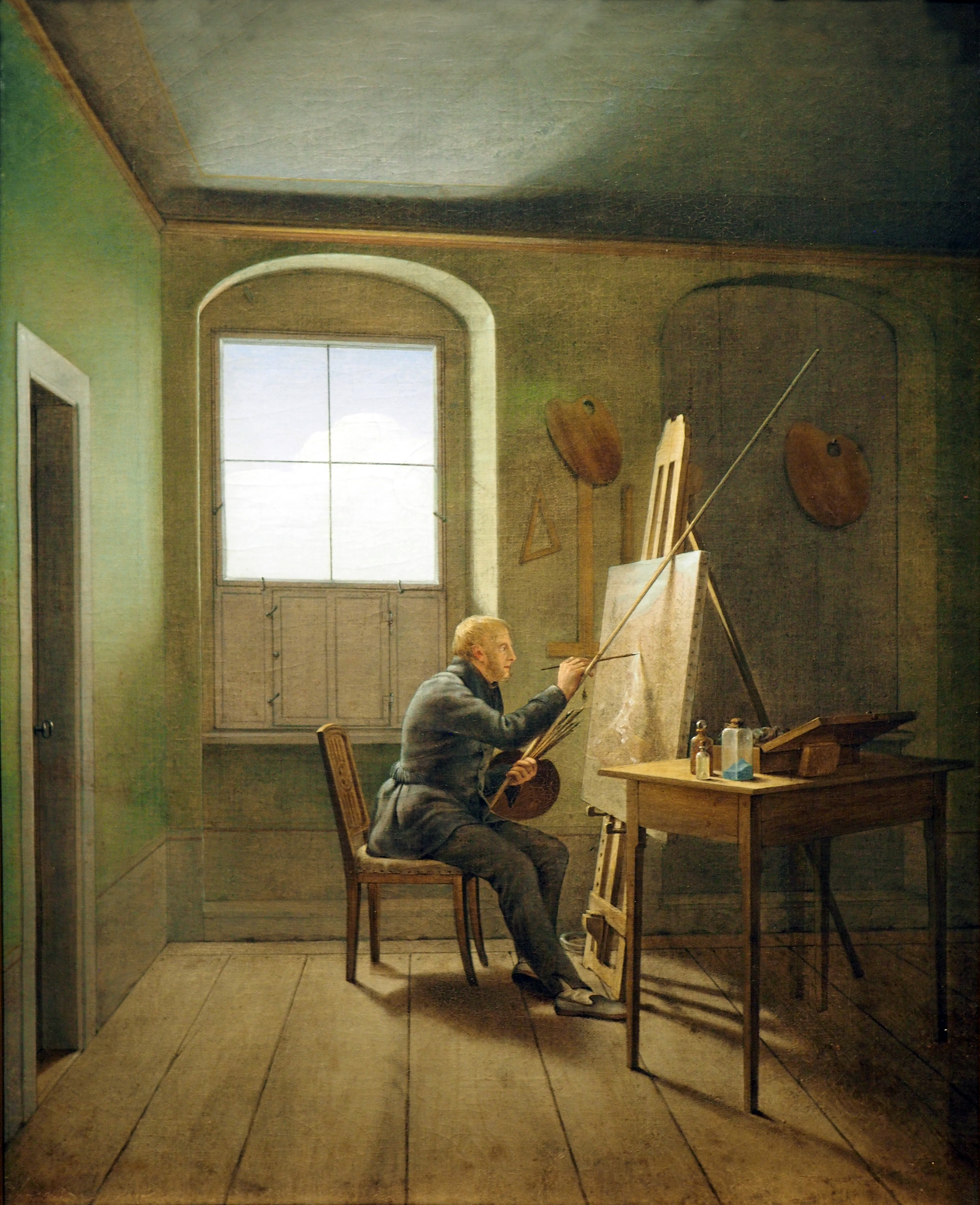
Каспар Давид Фридрих в своей мастерской. 1811. Холст, масло. Кунстхалле, Гамбург
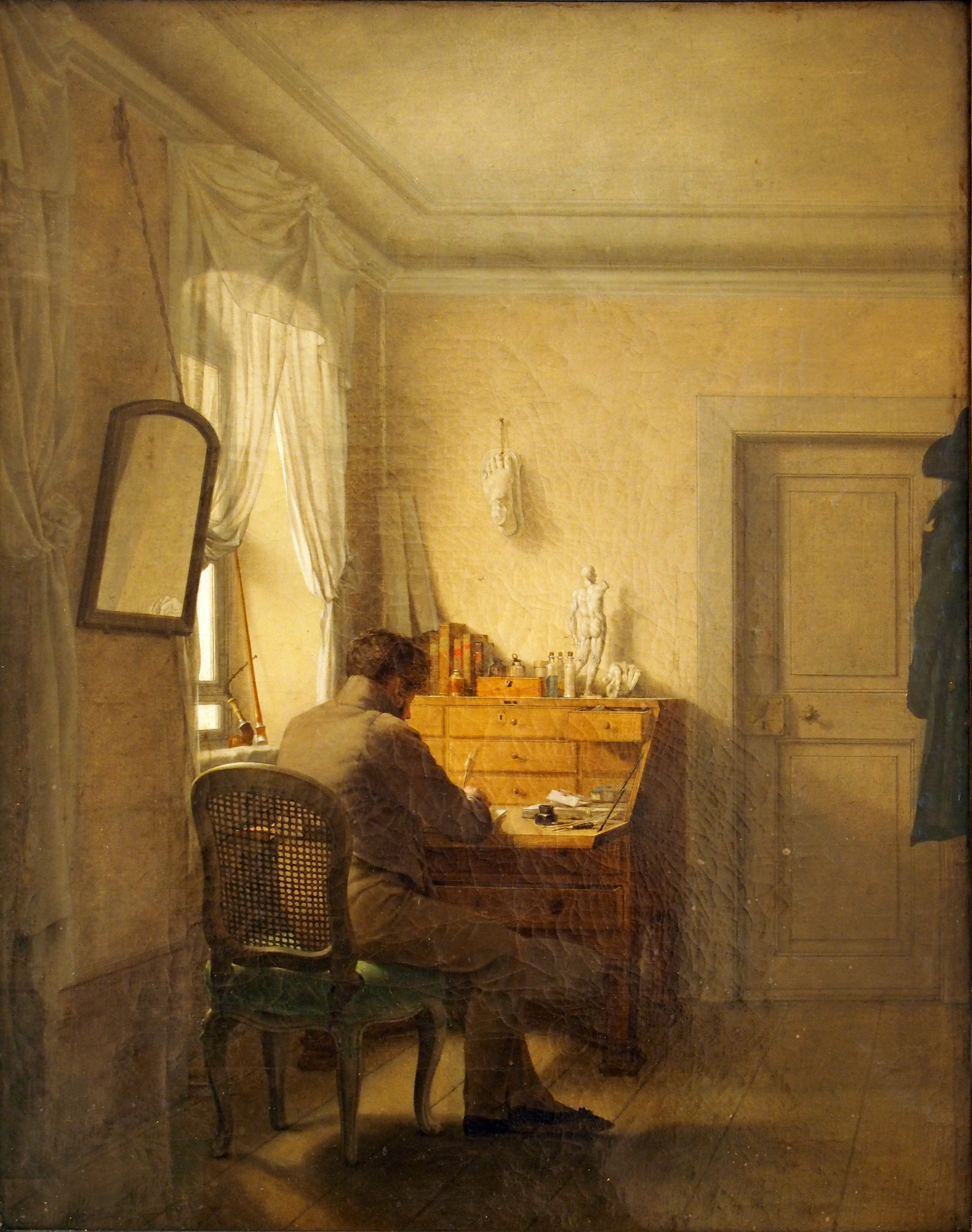
Кабинет с господином у секретера. 1811. Холст, масло. Музей замка, Веймар
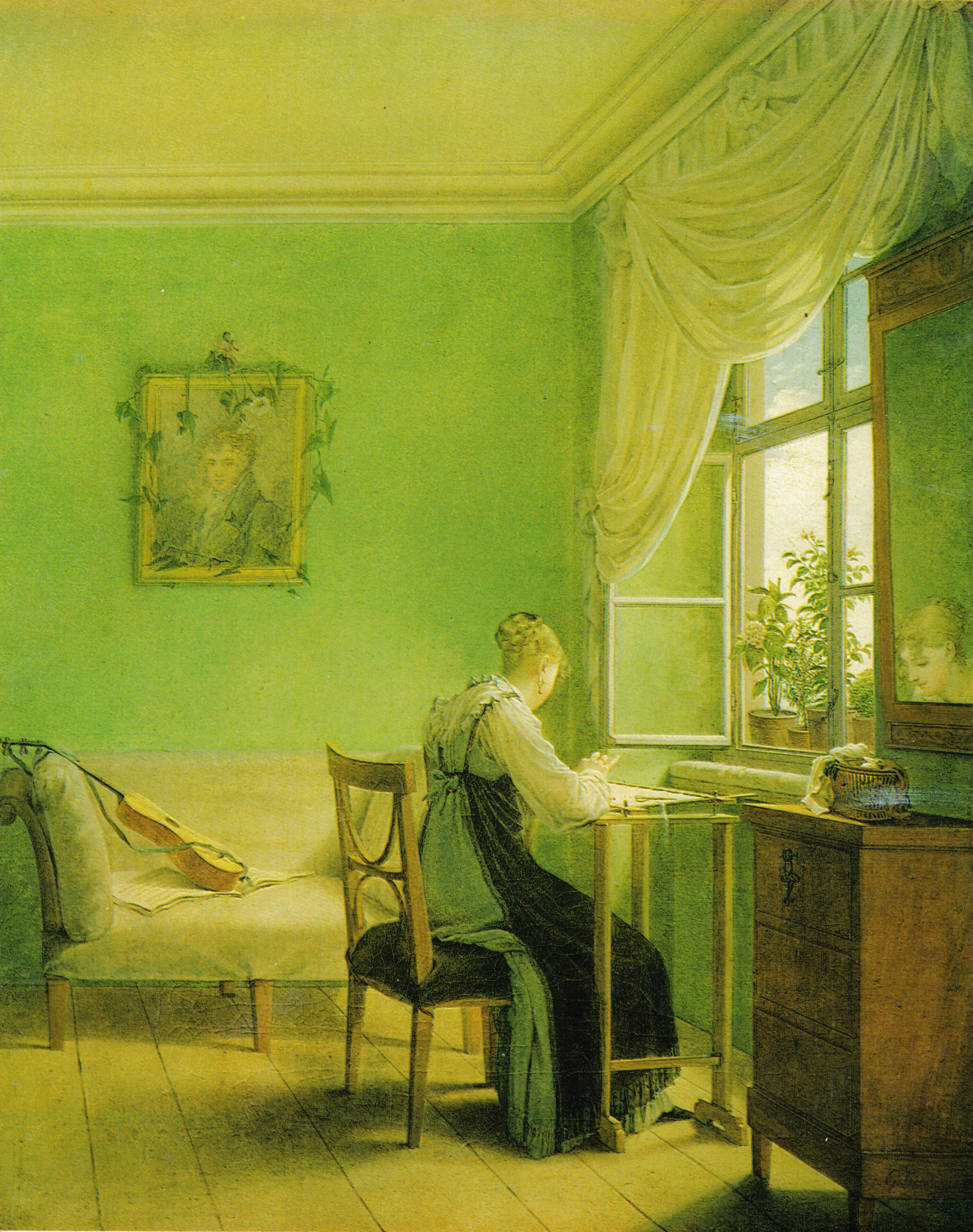
Вышивальщица. 1812. Холст, масло. Музей замка, Веймар
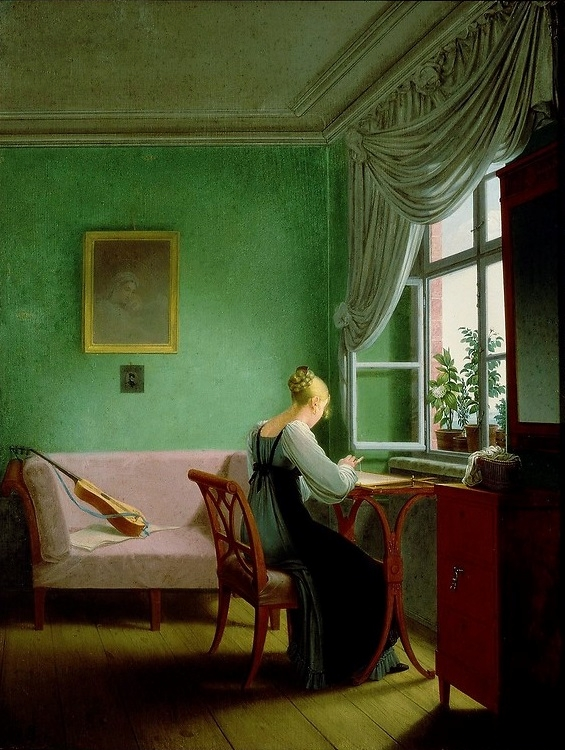
Вышивальщица. 1817. Дерево, масло. Национальный музей, Варшава
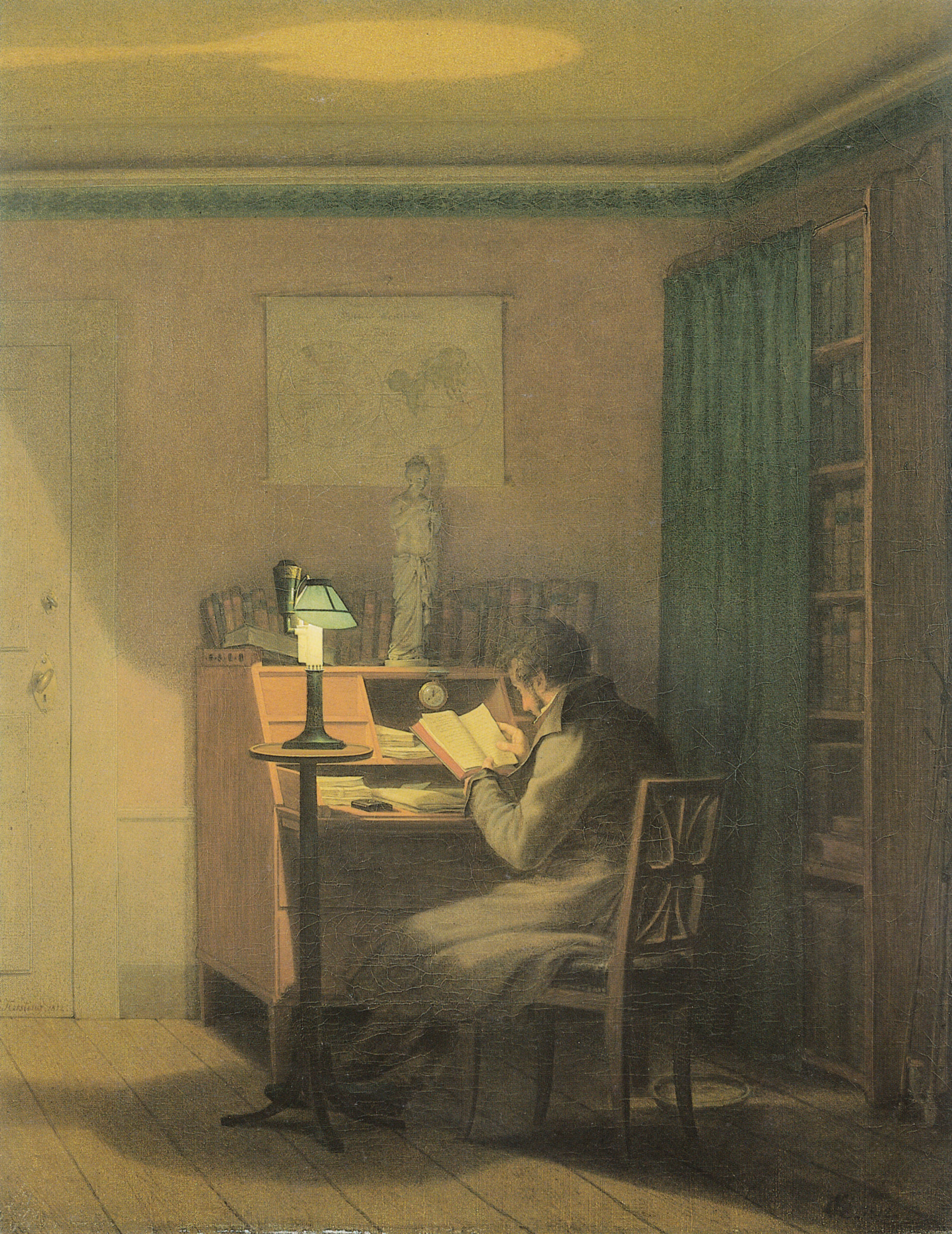
Элегантный читатель. 1812. Холст, масло. Музей замка, Веймар
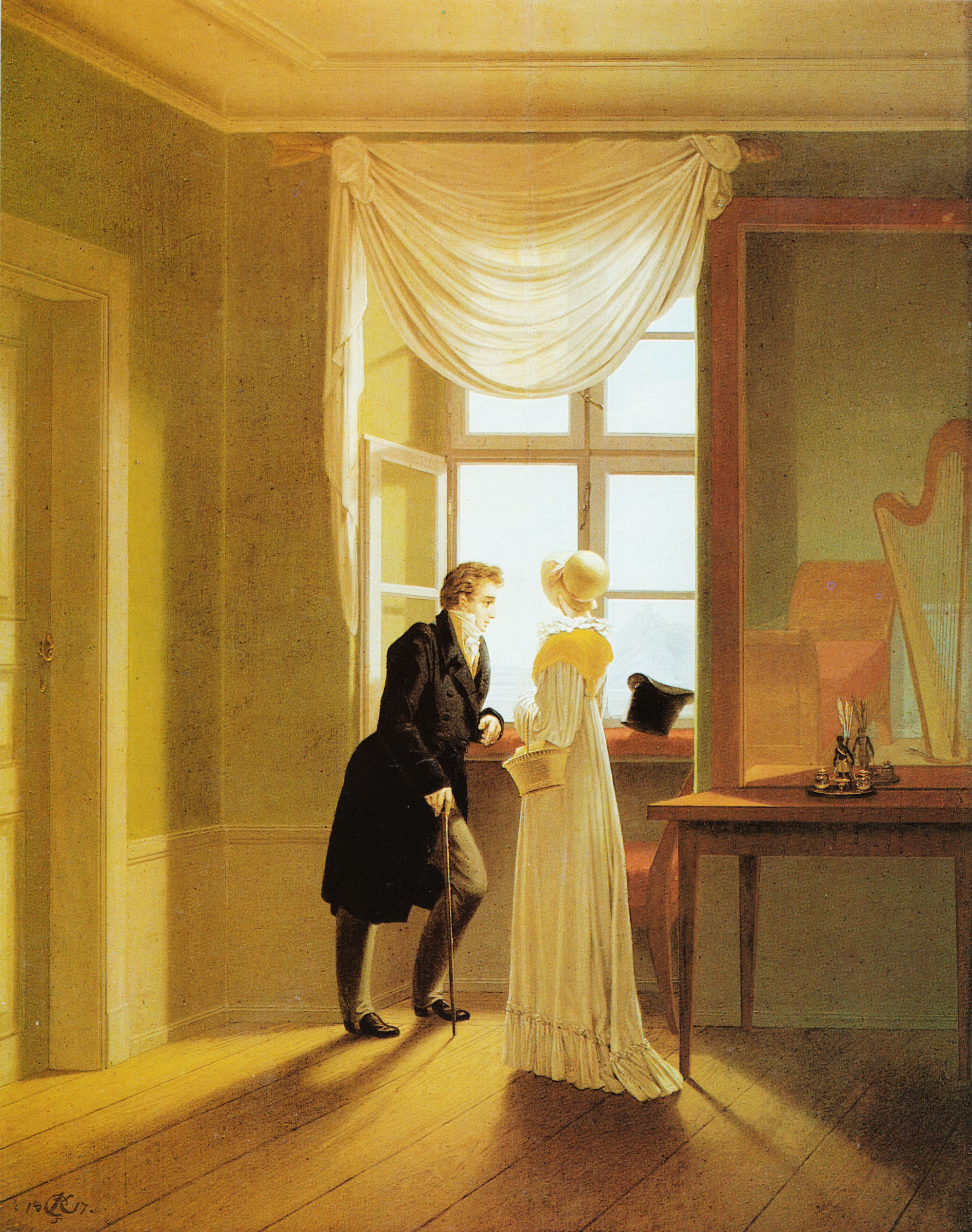
Пара у окна. Ок. 1815. Холст, масло. Музей Георга Шефера, Швайнфурт
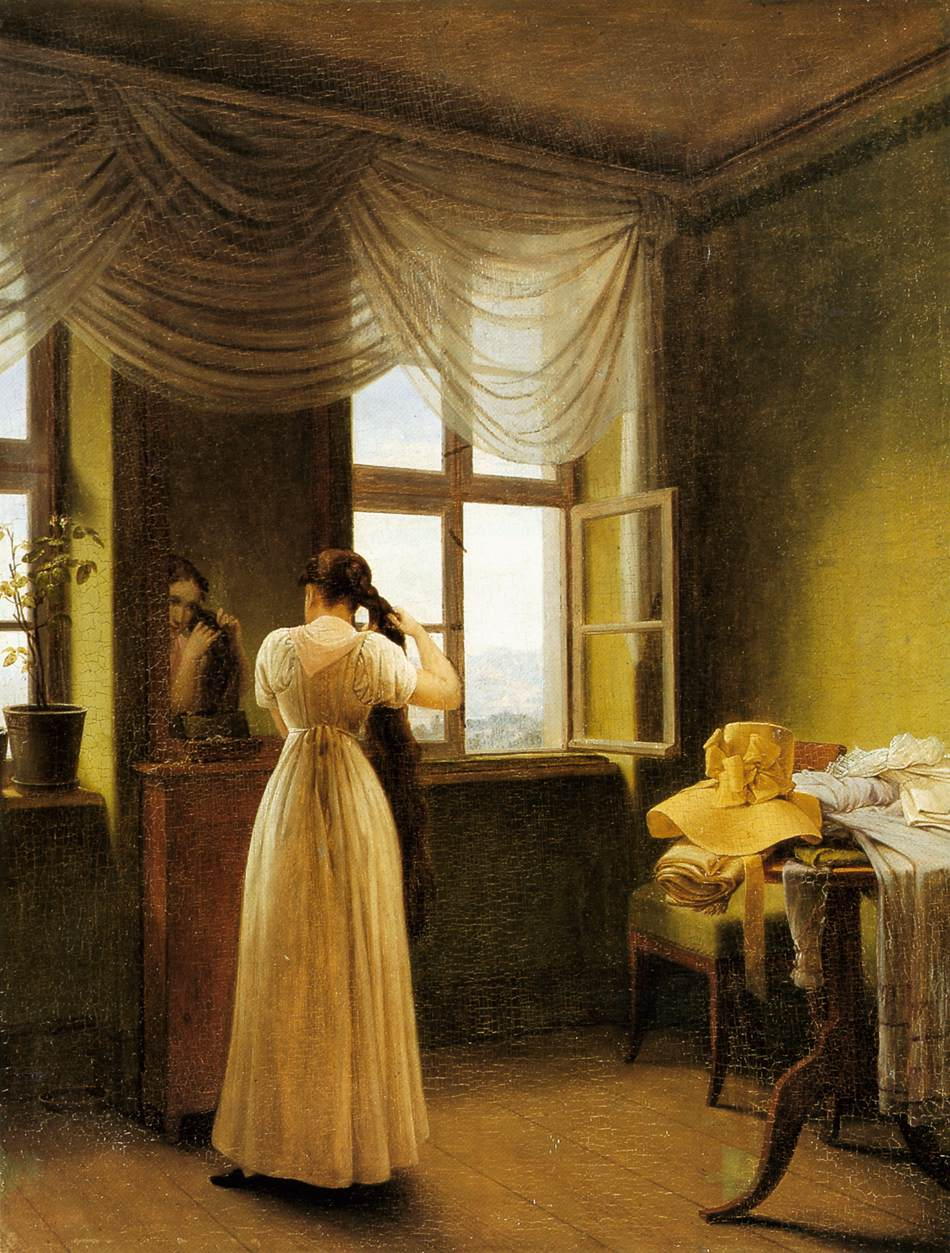
У зеркала. 1827. Холст, масло. Кунстхалле, Киль
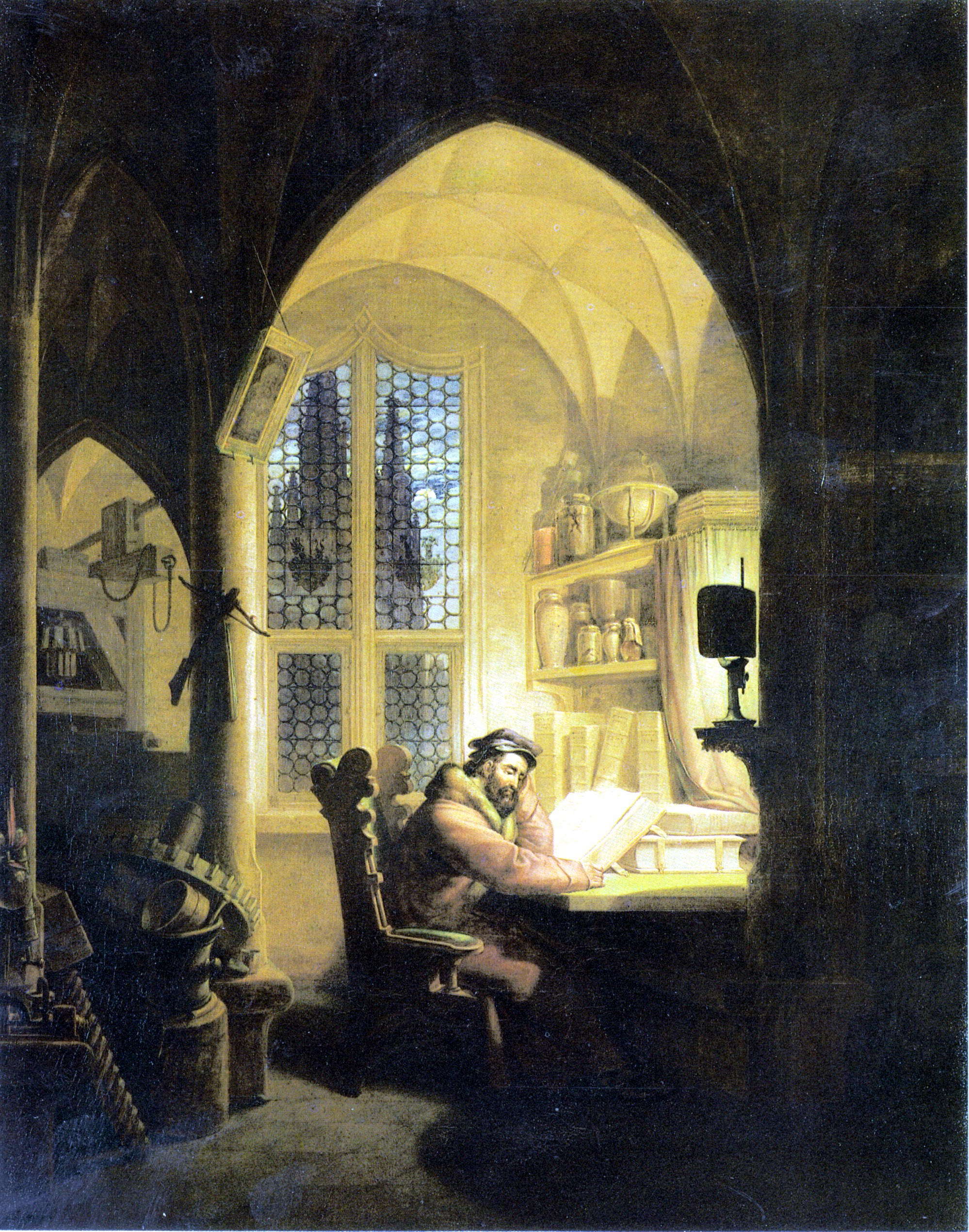
Фауст в своём кабинете. 1829. Холст, масло. Частное собрание
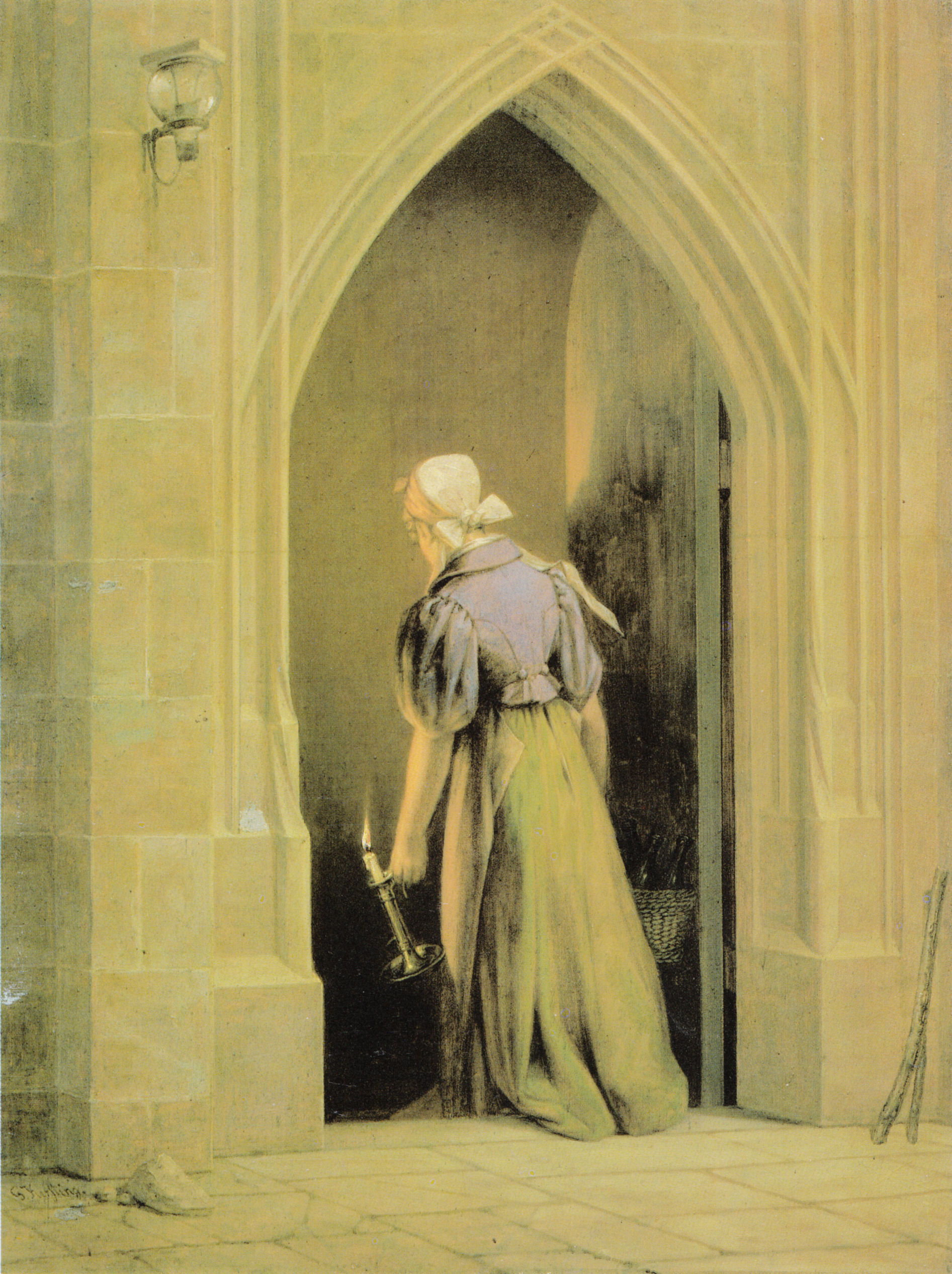
В подвале замка Майсен. Холст, масло. Частное собрание
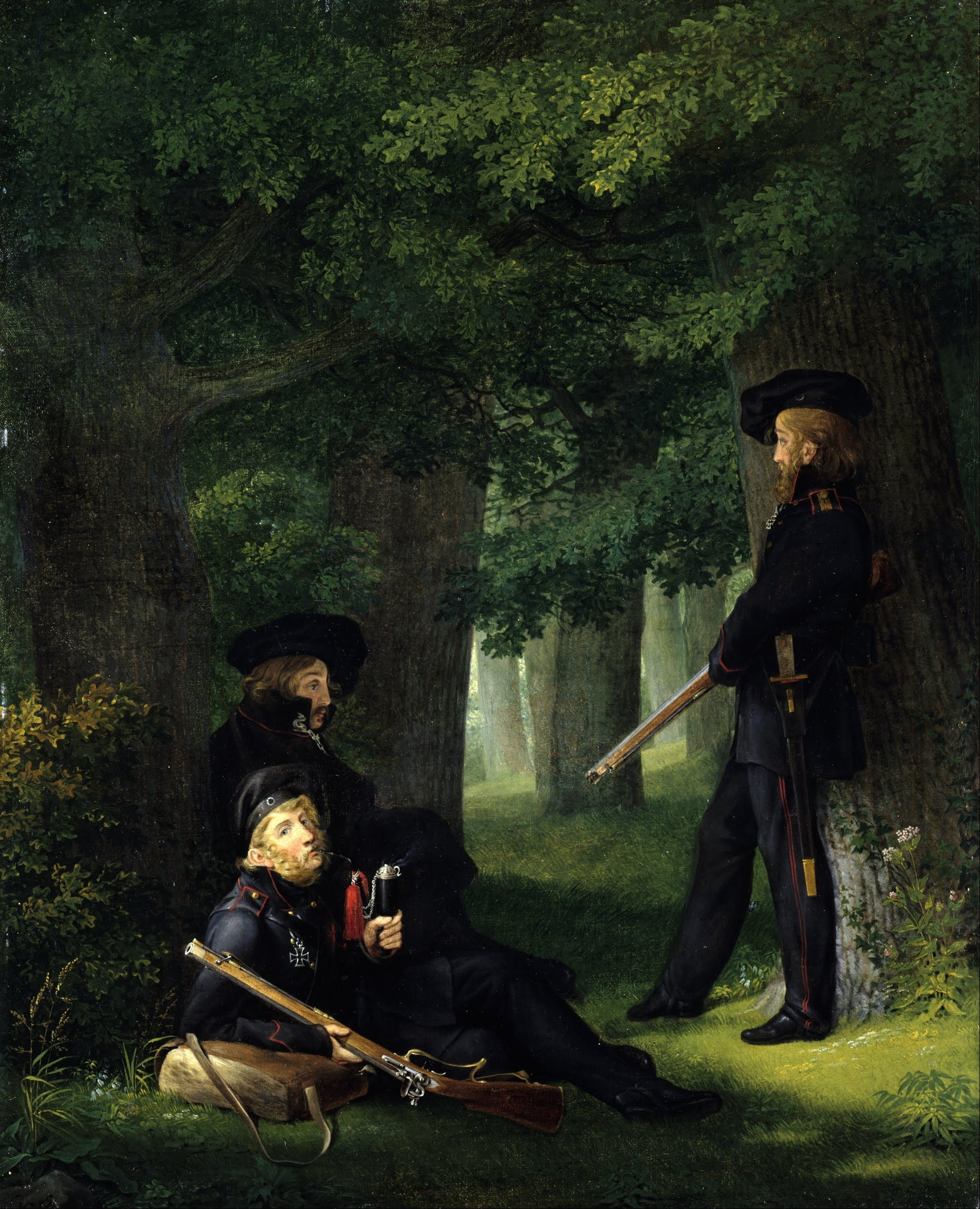
Теодор Кёрнер, Фридрих Фризен и Генрих Хартманн на заставе как «Охотники Лютцова». 1815. Холст, масло. Старая национальная галерея, Берлин
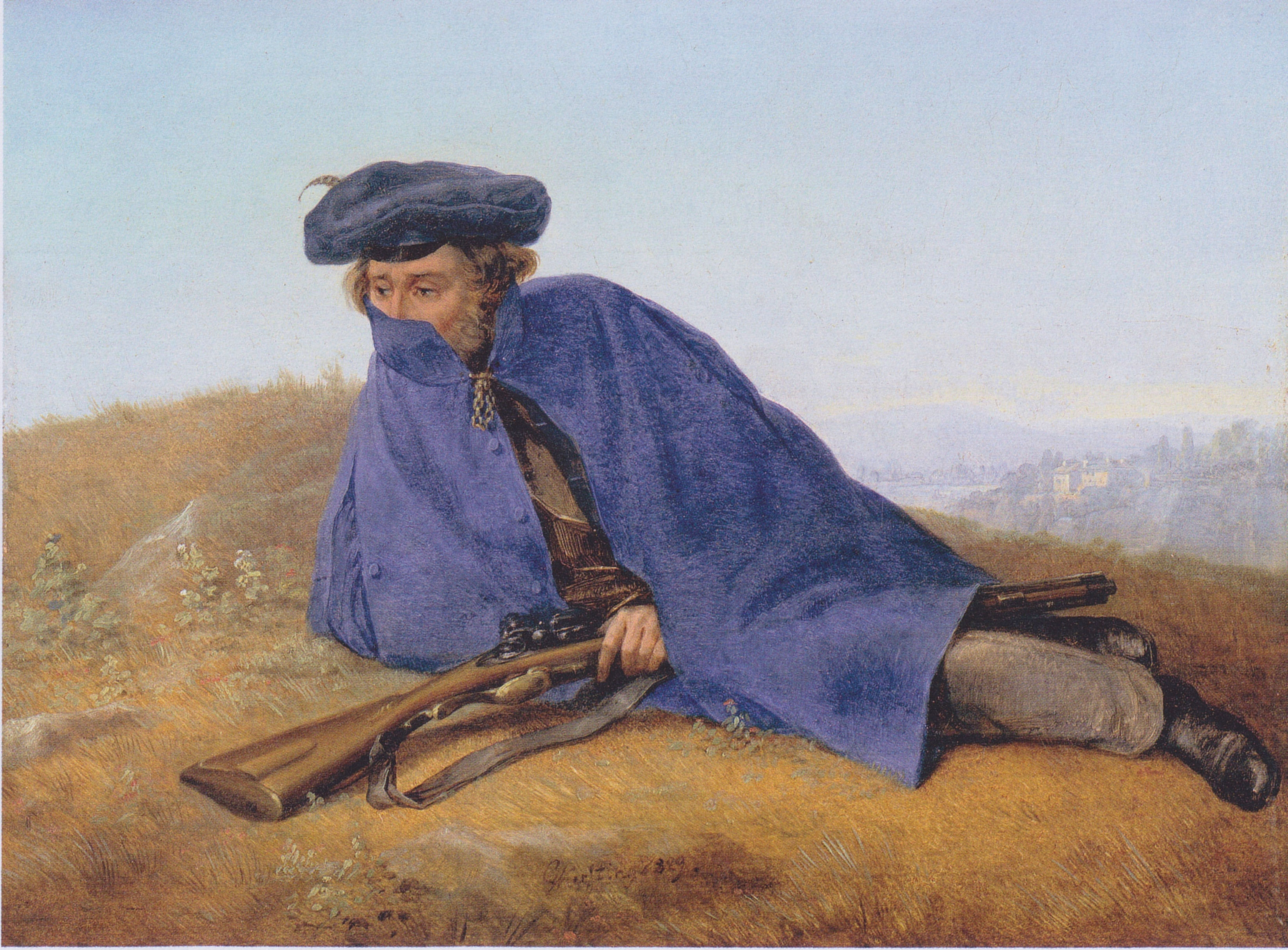
На заставе. 1829. Дерево, масло. Старая национальная галерея, Берлин
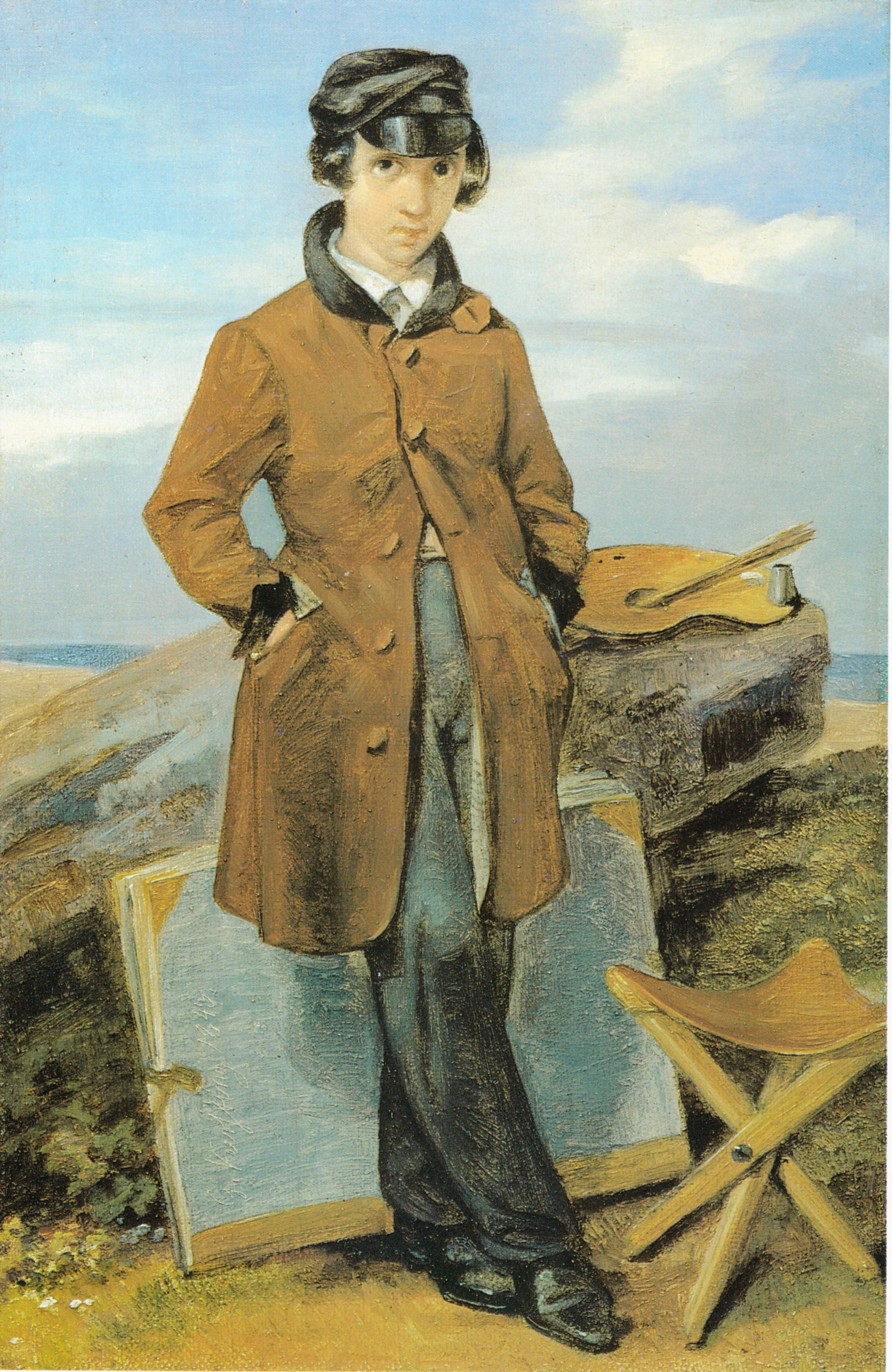
Герман Керстинг как живописец-пейзажист. 1843. Холст, масло. Новая пинакотека, Мюнхен
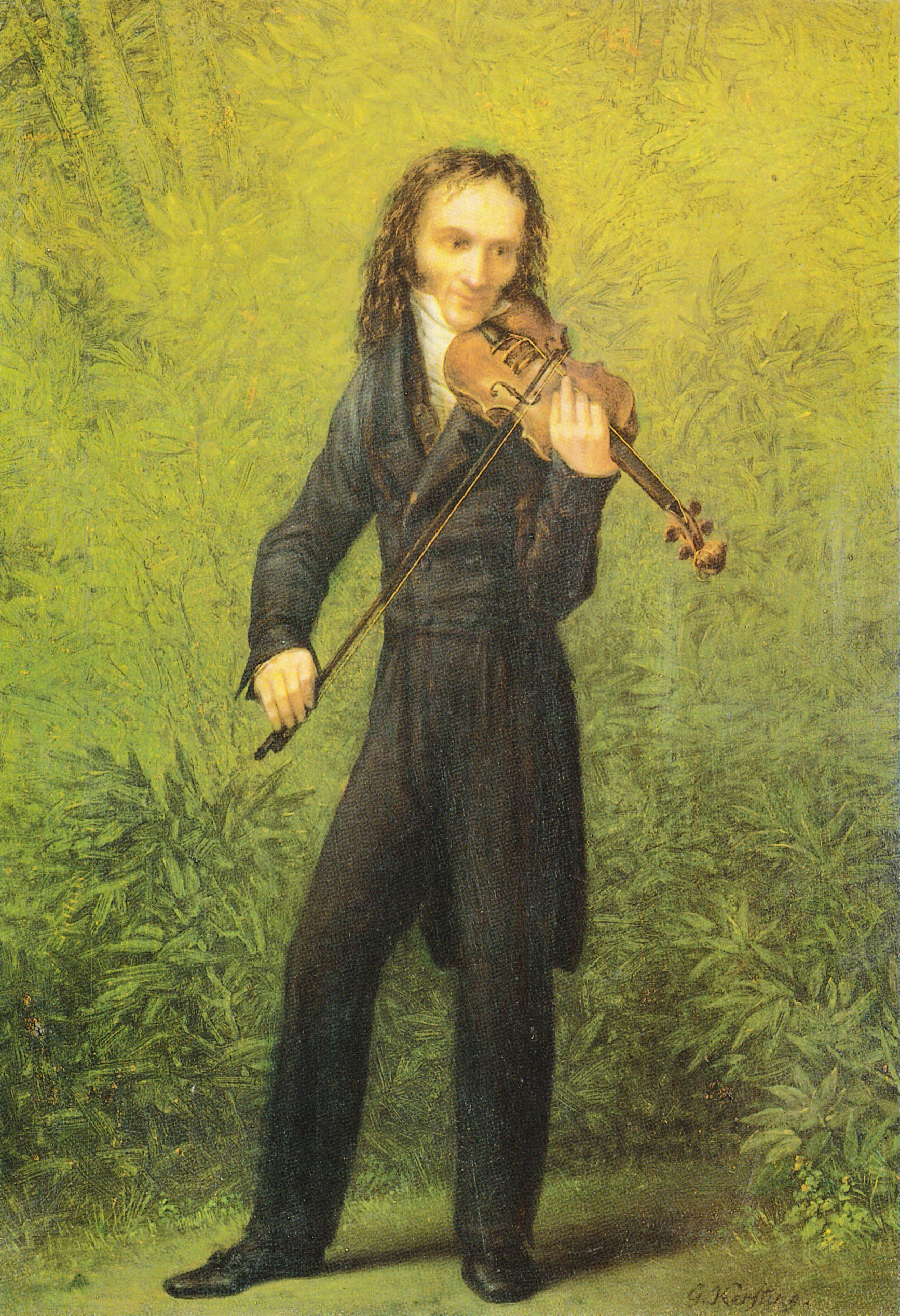
Николо Паганини. 1829. Дерево, масло. Галерея новых мастеров, Дрезден
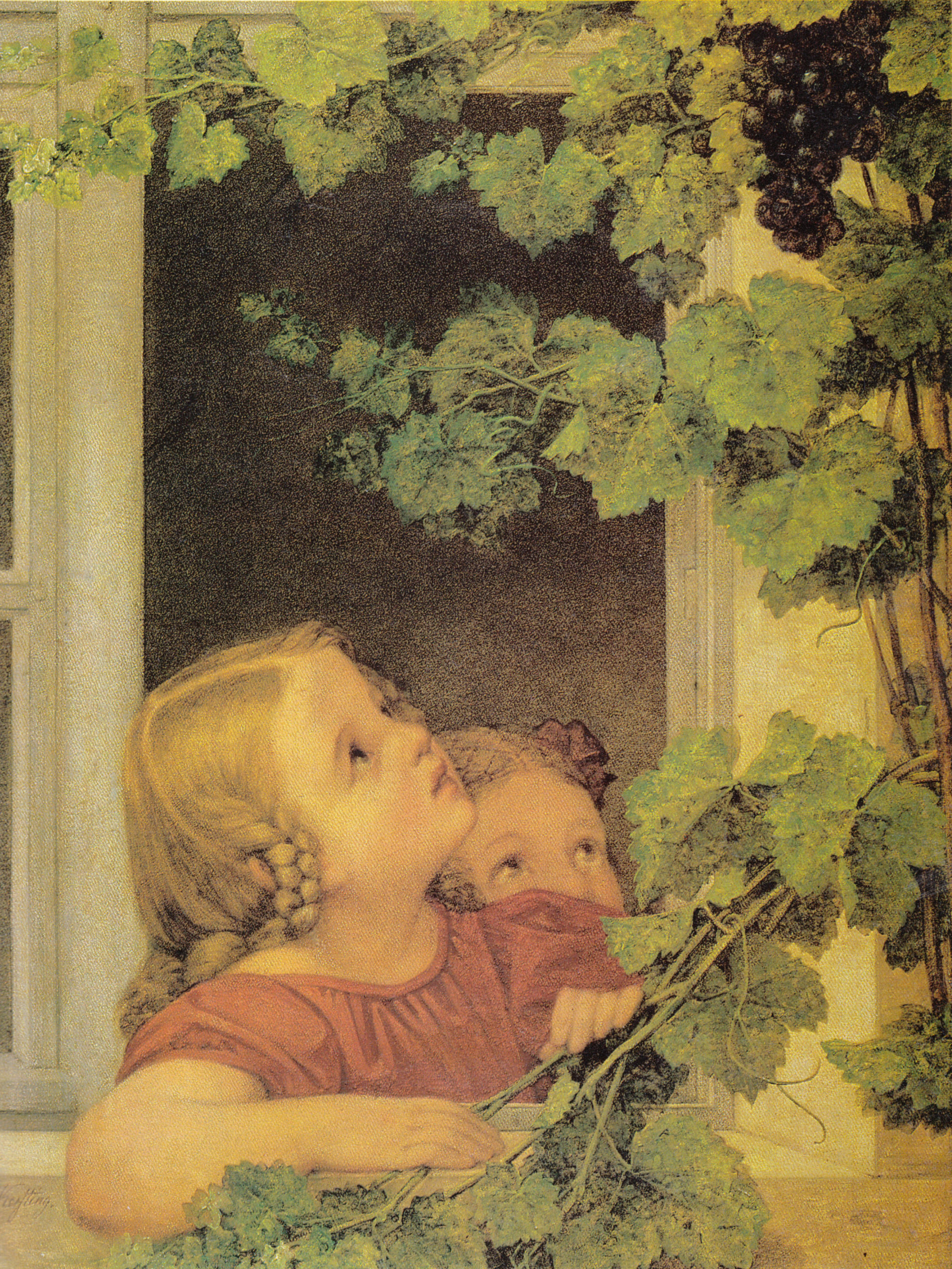
Дети у окна. Ок. 1843. Холст, масло. Кунстпаласт, Дюссельдорф
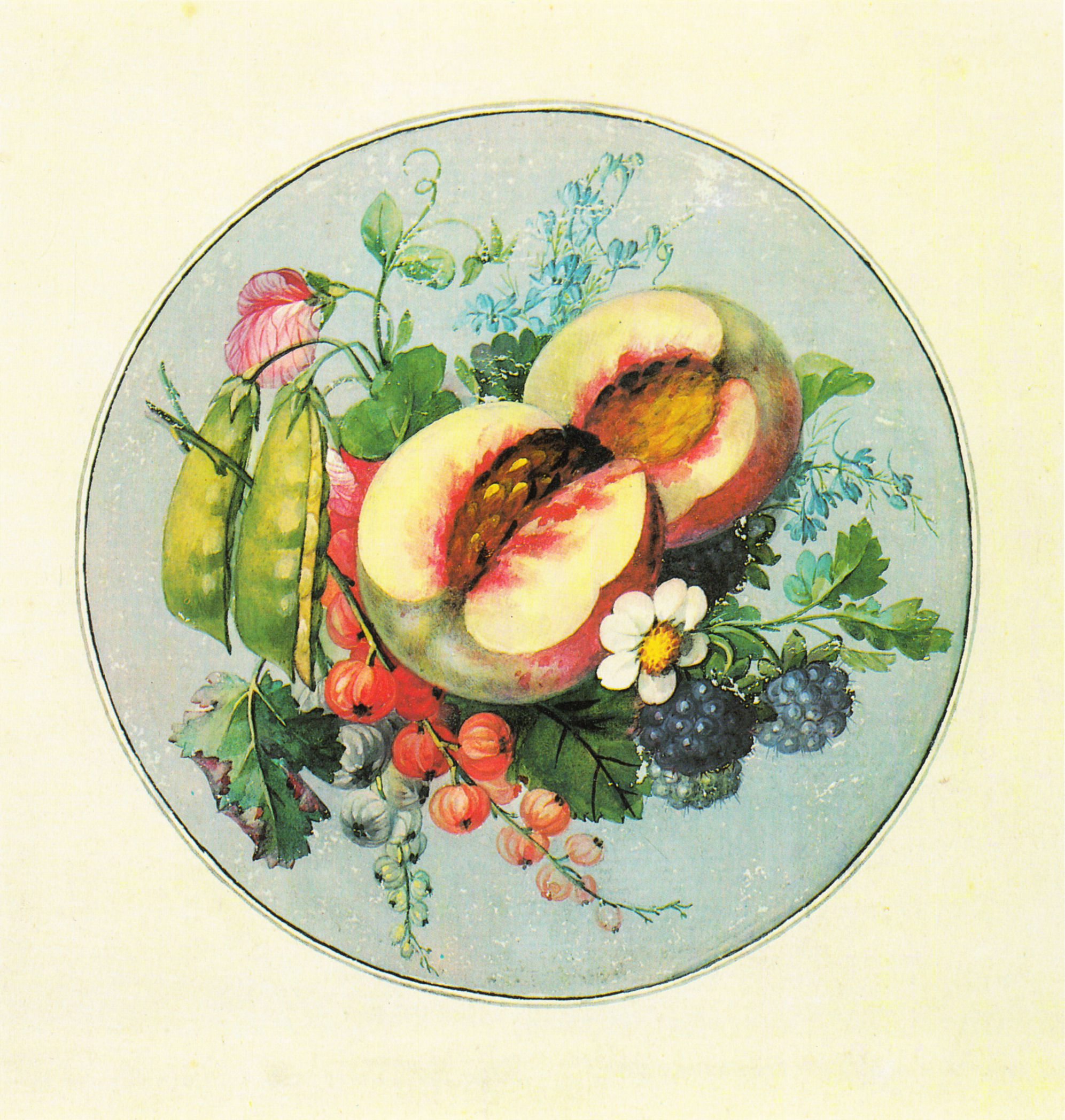
Кусочки фруктов по кругу. Бумага, акварель. Городской музей, Шверин
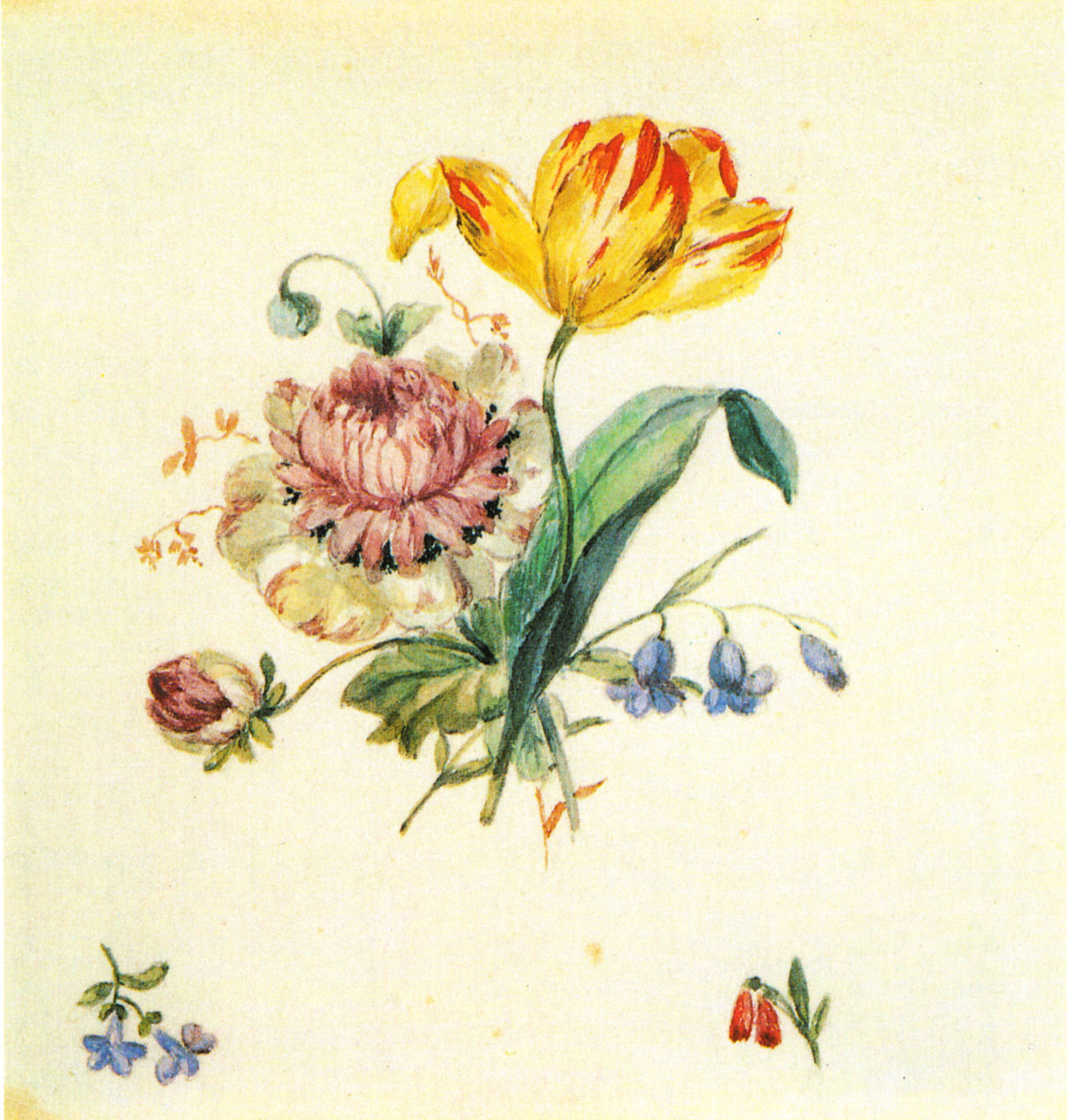
Букет с тюльпаном и разбросанными цветами. Ок. 1825. Бумага, акварель. Городской музей, Шверин
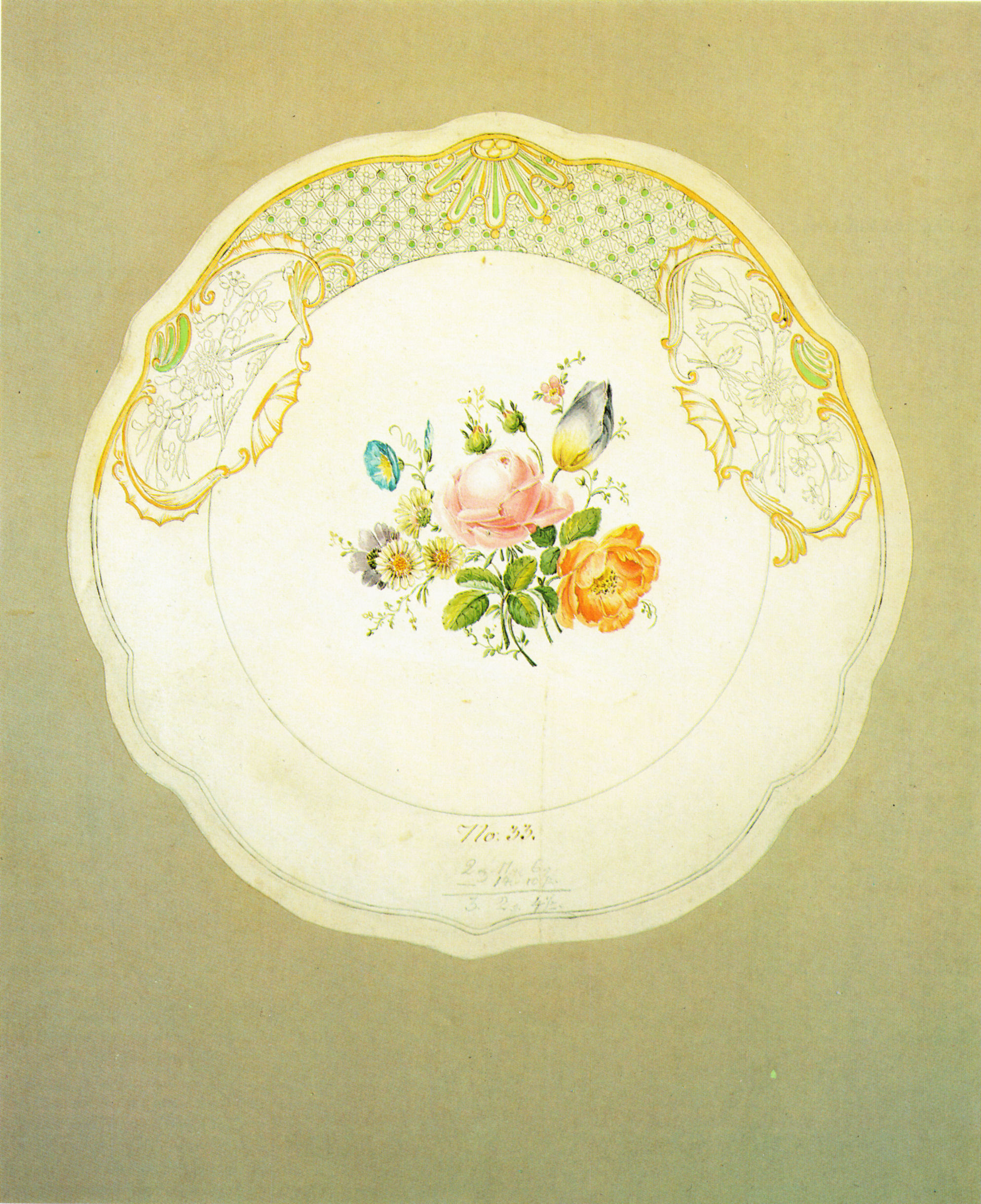
Букет цветов с розой. Проект настенной тарелки. 1818. Бумага, акварель. Музей фарфора, Майсен
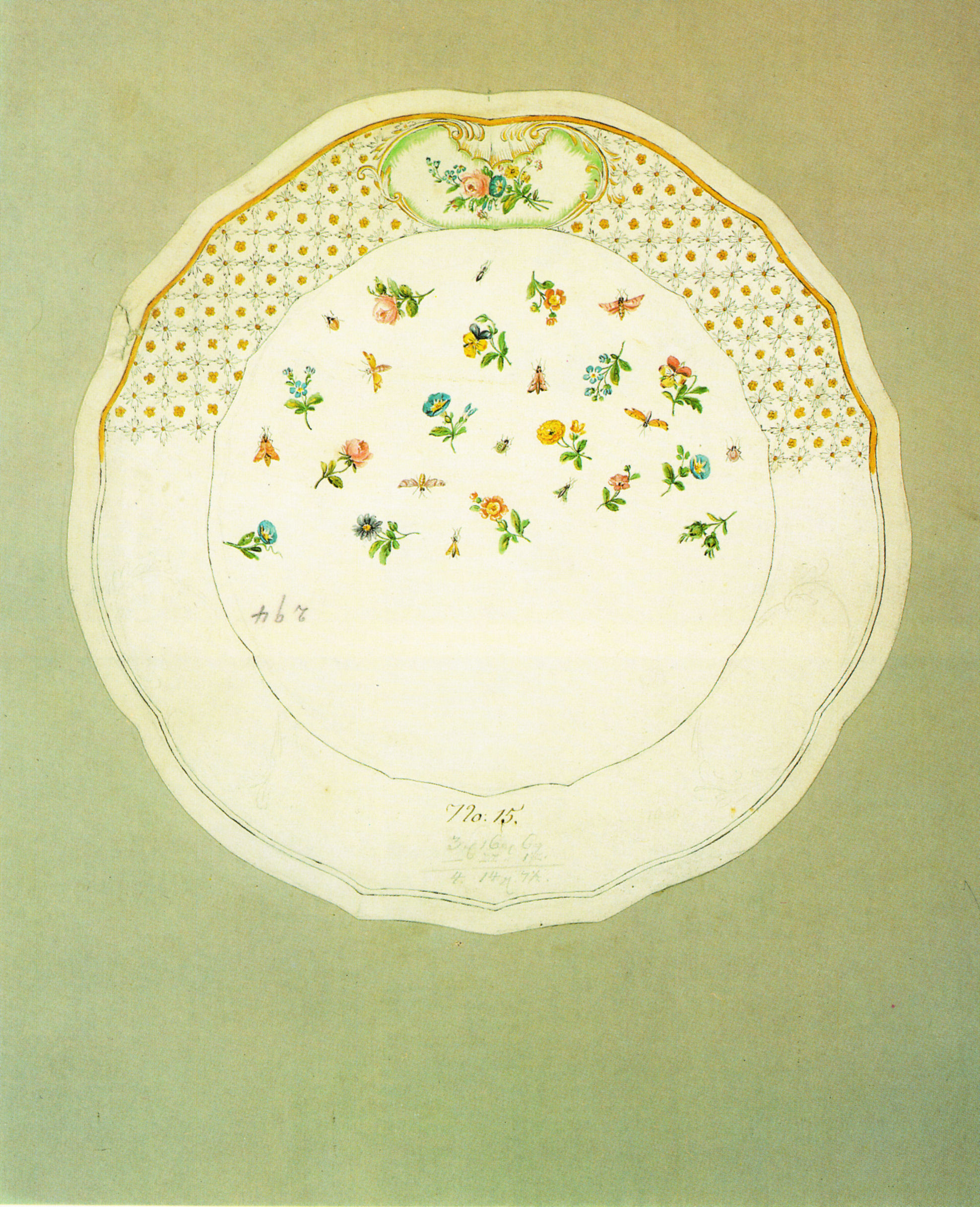
Рисунок настенной тарелки с разбросанными цветами и насекомыми. Бумага, акварель. Музей фарфора, Майсен